# Il grande fratello (film)
Il grande fratello (Le grand frère) è un film del 1982 diretto da Francis Girod.

## Trama
La fortuna di Charles-Henri Rossi, industriale, uomo politico ma anche trafficante di droga, nasce dall'uccisione dell'amico Gérard Berger, dopo essere fuggito in aereo con una cospicua refurtiva. Gérard però è sopravvissuto e, a distanza di un anno dal tentato omicidio, compie la sua vendetta, accoltellando il suo ex compare in un parcheggio.
Ad assistere al delitto vi è, però, anche un ragazzo algerino, Ali, che sembra essere disposto a tacere sull'accaduto. L'assassino si affezionerà ad Ali e si innamorerà della sorella Zina. Ali tuttavia denuncia alla polizia Gérard, ormai stravolto dall'amore e non intenzionato a lasciarlo.